# Allan Johansen
Allan Johansen, född den 14 juli 1971 i Silkeborg, är en dansk tidigare professionell tävlingscyklist.

## Karriär
Allan Johansen blev professionell 1998 med Team Chicky World. Johansen tävlade för det danska UCI ProTour-stallet Team CSC från 2005 till 2008. Innan dess har han också tävlat med Team Fakta och Bankgiroloterij. När Bankgiroloterij valde Johansen och hans landskamrat Lars Bak att tävla för Team CSC. 
Från och med maj 2008 tävlar Johansen för det danska stallet Designa Køkken. Med sitt nya stall vann han direkt GP Copenhagen.
Johansen blev dansk nationsmästare på landsväg 2006. Samma år vann han också etapp 1 av Luxemburg runt, Herning GP och GP Jyske Bank.
Johansen slutade på fjärde plats på Les Boucles de l'Artois 2009 bakom Sergej Firsanov, Dimitri Champion och Frank Vandenbroucke. Han vann etapp 4 av Rhône-Alpes Isère Tour. I maj 2009 slutade dansken trea i Herning GP bakom stallkamraterna, i Designa Køkken, René Jørgensen och Michael Reihs. Dansken slutade tvåa i ett lopp i Silkeborg bakom Rasmus Guldhammer. Han vann även etapp 4 av Ronde de l'Oise.

## Meriter
Nationmästerskapens linjelopp – 2006

## Stall
- Chicky World 1998–1999
- MemoryCard-Jack & Jones 2000
- Team Fakta 2001–2003
- Bankgiroloterij 2004
- Team CSC 2005–2008
- Designa Køkken 2008–2009